# Белины (гмина)
Белины (пол. Bieliny) — сельская гмина (волость) в Польше, входит как административная единица в Келецкий повет, Свентокшиское воеводство. Население — 9832 человека (на 2006 год).

## Демография
| Перепись                       | Всего   | Всего | Женщины | Женщины | Мужчины | Мужчины |
| ------------------------------ | ------- | ----- | ------- | ------- | ------- | ------- |
| Единицы                        | человек | %     | человек | %       | человек | %       |
| Население                      | 9828    | 100   | 4867    | 49,5    | 4961    | 50,5    |
| Плотность населения (чел./км²) | 111,6   | 111,6 | 55,3    | 55,3    | 56,3    | 56,3    |

## Соседние гмины
1. Гмина Бодзентын
2. Гмина Далешице
3. Гмина Гурно
4. Гмина Лагув
5. Гмина Нова-Слупя